# Punta Croz
La Punta Croz es una cima del macizo de las Grandes Jorasses, que está en la parte septentrional del macizo del Mont Blanc, sobre la línea fronteriza entre Italia y Francia. Recibe su nombre por Michel Croz, un guía de Chamonix.
La Punta Croz es la tercera en altura, con 4.110/4.108 m s. n. m., según la lista oficial de la UIAA de los 4000 de los Alpes. Es un pico poco prominente, aproximadamente 20 m, con lo que no cumplía el requisito topográfico para ser considerado cima independiente, pero se determinó considerarla así por su interés alpinístico y su morfología de montaña. Está en el centro de la arista de las Grandes Jorasses, entre la Punta Elena al oeste y la Punta Whymper al este. Este pilar de placas cae a pico por la parte norte. La vía más fácil de acceso es seguir la arista desde la Punta Whymper, o un poco por debajo de la arista. Se tarda entre 1 y 2 horas.
La Punta Croz fue la primera cima de las Grandes Jorasses que se alcanzó por la pared norte. La cara norte de las Grandes Jorasses era uno de los "grandes problemas de los Alpes" hasta el año 1935. A lo largo de los años, hasta 40 alpinistas de diversos países compitieron entre sí para ganar la pared norte. Martin Meier y Rudolf Peters, el 28 y el 29 de junio de 1935 subieron por el espolón Croz, que está en mitad de la cara norte. Su itinerario, famoso en la época, se ha repetido poco con posterioridad, en parte por su peligrosidad, en parte porque el espolón raras veces está en las condiciones secas que permitieron el ascenso del año 35. La dificultad de esta vía son de IV y V sobre roca (con un paso de VI sobre el nevero del medio). Se aparta del centro de la pared hacia el oeste y llega a la cumbre de la segunda gran torre y desde allí se ataca directamente el centro del gran espolón buscando los puntos más débiles hasta la cima de la Punta Croz.